# Българско черношарено говедо
Българско черношарено говедо е българска порода говеда с предназначение добив на мляко.

## Разпространение
Породата е разпространена в стопанства в селища, намиращи в цялата страна. Към 2008 г. броят на представителите на породата е бил 231 490 индивида. Това е най-разпространената порода говеда в България и представлява 70% от популацията на говеда в страната (при 83% през 1989 г.).
Рисков статус – няма риск.

## Създаване
Българското черношарено говедо е създадено чрез поглъщателно кръстосване на местни крави от породите Българско кафяво, Българско червено и Българско сименталско с черношарени бици от европейски и американски произход. Основния масив от черношарени говеда е внесен в страната в периода 1955 - 1982 г. Внесени са животни от Дания, Швеция, Нидерландия, Германия, СССР, Великобритания, Италия, Полша, САЩ, Канада, Израел и Франция. Породата е утвърдена през 1990 г.

## Описание
Говедата са с характерен черно-бял цвят. Образуват се големи или по-малки разнообразни по форма петна без постоянно положение. Кожата е нежна и тънка с гънки по шията. Главата е дълга, тясна, суха и благородна. Шията е тънка и дълга. Коремът е обемист, а хълбоците големи. Крайниците са тънки и сухи, нормално поставени.
Вимето е голямо с предимно чашковидна форма и добре развити цицки. Млечните вени са силно развити, а млечните кладенчета са големи.
Кравите са с тегло 500 – 700 kg, а биците 800 – 1200 kg. Средната млечност за лактация е 4980 l. Маслеността на млякото е 3,8%.